# Джованні Варльєн
Джованні Варл'єн (італ. Giovanni Varglien, 16 травня 1911, Рієка — 16 жовтня 1990, Трієст) — італійський футболіст, що грав на позиції півзахисника. По завершенні ігрової кар'єри — тренер. Відомий за виступами насамперед за клуб «Ювентус», у складі якого став п'ятиразовим чемпіоном Італії та дворазовим володарем Кубка Італії, а також у складі збірної Італії. Як тренер відомий за роботою у низці італійських клубів та у збірній Туреччини.

## Клубна кар'єра
Народився Джованні Варльєн 16 травня 1911 року в місті Фіуме. Розпочав займатися футболом у місцевому клубі «Фіумана», в якому й розпочав виступи на футбольних полях у 1928 році в Національному дивізіоні, зігравши в цьому сезоні в 10 матчах.
Наступного року футболіст перейшов до складу клубу «Ювентус» з Турина. У «старій сеньйорі» він швидко став одним із основних футболістів, зігравши за туринську команду 381 матч лише в чемпіонаті Італії, та виступав у команді протягом 18 років поспіль, як у довоєнний період, так і під час та після Другої світової війни. Протягом виступів за «Ювентус» Варльєн п'ять разів у складі команди виборював титул чемпіона Італії, та двічі ставав володарем Кубка Італії.
У 1947 році Джованні Варльєн став гравцем команди Серії B «Палермо», з якою виграв серію В, та вийшов до серії А, після чого завершив кар'єру футболіста.

## Виступи за збірну
1936 року дебютував в офіційних матчах у складі національної збірної Італії. Протягом кар'єри у національній команді провів у її формі лише 3 матчі, останній матч зіграв у 1939 році.

## Кар'єра тренера
Розпочав тренерську кар'єру відразу ж по завершенні кар'єри гравця, 1948 року, очоливши тренерський штаб клубу «Палермо», з яким працював протягом року, зумівши утримати клуб у Серії А.
У 1949 році Джованні Варльєн став головним тренером команди «Аталанта», в якому працював два роки, після чого також два роки працював у клубі «Новара».
У 1953 році Варльєн знову очолив «Палермо», проте працював без особливого успіху, й уже за кілька місяців залишив команду. Після невеликої перерви в тренерській роботі у 1955 році він очолив турецький клуб «Вефаспор», а вже наступного року прийняв пропозицію попрацювати у збірній Туреччини. Проте вже за кілька місяців Джованні Варльєн отримав пропозицію очолити італійський клуб «Віченца», в якому він працював до 1958 року.
У 1958 році Джованні Варльєн очолив клуб клубу «Салернітана», з якою пропрацював до 1959 року. Цього року очолив клуб «Порденоне», проте вже наступного року повернувся до роботи в «Салернітані», покинув команду в 1961 році.
В останні роки своєї тренерської кар'єри Джованні Варльєн очолював команди «Казале», «Б'єллезе», удруге працював у «Порденоне». Останнім місцем тренерської роботи був клуб «Єзі», з яким Джованні Варл'єн виграв Серію D у 1965 році, після чого у 1966 році завершив тренерську кар'єру.
Помер Джованні Варльєн 16 жовтня 1990 року на 80-му році життя у місті Трієст.
| Дата       | Місто  | Господарі | Результат | Гості          | Турнір           | Голи | Примітки |
| ---------- | ------ | --------- | --------- | -------------- | ---------------- | ---- | -------- |
| 15-11-1936 | Берлін | Німеччина | 2 – 2     | Італія         | товариський матч | -    |          |
| 13-12-1936 | Генуя  | Італія    | 2 – 0     | Чехословаччина | товариський матч | -    |          |
| 12-11-1939 | Цюрих  | Швейцарія | 3 – 1     | Італія         | товариський матч | -    |          |
| Усього     |        | Матчів    | 3         |                | Голів            | 0    |          |

### Статистика виступів у кубку Мітропи
| №                      | Розіграш               | Стадія                 | Дата та місце проведення | Команда 1              | Рахунок                                            | Команда 2        | Голи та інші дії |
| ---------------------- | ---------------------- | ---------------------- | ------------------------ | ---------------------- | -------------------------------------------------- | ---------------- | ---------------- |
| 1                      | 1931                   | 1/4                    | 12.07.1931, Турин        | Ювентус                | 2:1 [Архівовано 20 жовтня 2020 у Wayback Machine.] | Спарта (Прага)   |                  |
| 2                      | 1931                   | 1/4                    | 22.07.1931, Прага        | Спарта (Прага)         | 1:0 [Архівовано 21 жовтня 2020 у Wayback Machine.] | Ювентус          |                  |
| 3                      | 1933                   | 1/4                    | 22.06.1933, Будапешт     | Уйпешт                 | 2:4 [Архівовано 3 грудня 2020 у Wayback Machine.]  | Ювентус          | 6'               |
| 4                      | 1933                   | 1/4                    | 29.06.1933, Турин        | Ювентус                | 6:2 [Архівовано 4 травня 2021 у Wayback Machine.]  | Уйпешт           | 36' 39'          |
| 5                      | 1933                   | 1/2                    | 09.07.1933, Відень       | Аустрія (Відень)       | 3:0 [Архівовано 4 травня 2021 у Wayback Machine.]  | Ювентус          |                  |
| 6                      | 1933                   | 1/2                    | 16.07.1933, Турин        | Ювентус                | 1:1 [Архівовано 4 травня 2021 у Wayback Machine.]  | Аустрія (Відень) |                  |
| 7                      | 1934                   | 1/8                    | 17.06.1934, Турин        | Ювентус                | 4:2 [Архівовано 15 квітня 2021 у Wayback Machine.] | Тепліцер         |                  |
| 8                      | 1934                   | 1/8                    | 24.06.1934, Тепліце      | Тепліцер               | 0:1 [Архівовано 16 квітня 2021 у Wayback Machine.] | Ювентус          | 34'              |
| 9                      | 1934                   | 1/4                    | 01.07.1934, Будапешт     | Уйпешт                 | 1:3 [Архівовано 29 квітня 2021 у Wayback Machine.] | Ювентус          |                  |
| 10                     | 1934                   | 1/2                    | 25.07.1934, Відень       | Адміра (Відень)        | 3:1 [Архівовано 4 травня 2021 у Wayback Machine.]  | Ювентус          |                  |
| 11                     | 1934                   | 1/2                    | 29.07.1934, Генуя        | Ювентус                | 2:1 [Архівовано 18 жовтня 2020 у Wayback Machine.] | Адміра (Відень)  |                  |
| 12                     | 1938                   | 1/2                    | 31.07.1938, Будапешт     | Ференцварош            | 2:0 [Архівовано 22 квітня 2021 у Wayback Machine.] | Ювентус          |                  |
| Всього у кубку Мітропи | Всього у кубку Мітропи | Всього у кубку Мітропи | Всього у кубку Мітропи   | Всього у кубку Мітропи | 12                                                 |                  | 4                |

## Титули і досягнення

### Як гравця
- Чемпіон Італії (5):

«Ювентус»: 1930–1931, 1931–1932, 1932–1933, 1933–1934, 1934–1935
- Володар Кубка Італії (2):

«Ювентус»: 1937–1938, 1941–1942